# Sabahhöna
Sabahhöna (Tropicoperdix graydoni) är en fågel i familjen fasanfåglar inom ordningen hönsfåglar.

## Utbredning och systematik
Sabahhöna förekommer enbart i Sabah på nordöstra Borneo. Den kategoriserades tidigare som underart till malajhöna (Tropicoperdix charltonii) men urskildes 2014 som egen art av BirdLife International, 2022 av tongivande eBird/Clements och 2023 av International Ornithological Congress.

## Status
Fågeln kategoriseras av IUCN som nära hotad.

## Namn
Fågelns vetenskapliga artnamn hedrar Philip N. Graydon, en brittisk tobaksodlare på i Sandakan, norra Borneo 1890-1902.